# Республіканська партія України
Республіка́нська па́ртія Украї́ни — українська політична партія, зареєстрована 24 березня 2005 року. До 3 серпня 2007 року партію очолював Юрій Бойко.
У парламентських виборах 2006 року партія брала участь у складі блоку «Не так», який не зміг потрапити до Верховної Ради, не подолавши 3-х-відсоткового бар'єру.
На IV з’їзді Республіканської партії України, який відбувся у серпні 2007 року, було прийнято рішення об’єднається з Партією регіонів.

## Символіка
Емблема Республіканської партії України має форму квадрата, в середині якого знаходиться стилізоване зображення дерева - дуба, кольору літньої зелені з білим вкрапленням (стандартна палітра).
Під квадратом знаходиться прямокутник чорного кольору з написом «Республіканська партія України» в два рядки білими літерами (стандартна палітра).
Прапор Республіканської партії України являє собою прямокутне полотнище салатового кольору (стандартна палітра) в центрі якого зображений дуб кольору літньої зелені з білим вкрапленням під яким знаходиться прямокутник чорного кольору з написом «Республіканська партія України» в два рядки білими літерами (стандартна палітра).
Девізом: «Людина - Суспільство - Республіка»